# Abdoulaye Méïté
Abdoulaye Méïté (* 6. Oktober 1980 in Paris) ist ein ehemaliger ivorischer Fußballspieler. International war er auch für die Nationalelf der Elfenbeinküste aktiv.

## Karriere

### Verein
Méïtés erste Profistation war AS Red Star 93. Beim Hauptstadtklub war er zwischen 1998 und 2000 aktiv. Beim damals unterklassigen Verein zeigte er gute Leistungen und die Scouts der französischen Top-Klubs notierten sich seinen Namen. Im Sommer 2000 wechselte er dann schließlich zum französischen Traditionsverein Olympique Marseille. Dort schaffte er den nationalen Durchbruch und machte auch in internationalen Vergleichen auf sich aufmerksam. 2004 kam er mit der Mannschaft bis ins Finale um den UEFA-Pokal. Dort verlor man mit 0:2 gegen den FC Valencia. Méïté stand die vollen 90 Minuten über auf dem Platz. 2006 stand er mit Marseille im Finale um den Coupe de France. Doch auch hier scheiterte das Team. Zur Spielzeit 2006/07 kam es zum Streit mit Trainer Jean Fernandez. Méïté entschloss darauf ins europäische Ausland zu wechseln und schloss sich dem englischen Verein Bolton Wanderers an. Auch dort kam er zu regelmäßigen Einsatzzeiten und war Leistungsträger. Im März 2008 machte Méïté Schlagzeilen. Nach einer schlechten ersten Halbzeit gegen Manchester United kritisierte ihn Trainer Gary Megson scharf. Darauf behauptete der Defensivspieler, verletzt gewesen zu sein, ihm die medizinische Abteilung der Wanderers aber grünes Signal gegeben habe. Nach dieser Auseinandersetzung beorderte Megson Méïté in das Reserveteam und ein Abschied kündigte sich an. Für keines der Folgespiele der Saison 2007/08 wurde er mehr in den Kader berufen und der Bruch zwischen Trainer und Spieler stand fest. Zu Beginn der Spielzeit 2008/09 buhlten die Premier-League-Aufsteiger West Bromwich Albion und Hull City um die Dienste des Verteidigers. Am 10. August 2008 unterschrieb Méïté dann schließlich für West Bromwich. Zum ersten Spieltag der Saison gab er sein Debüt für seinen neuen Arbeitgeber. Beim 0:1 am 16. August 2008 gegen den FC Arsenal stand der Verteidiger in der Startelf der Baggies.
Im Juli 2011 wurde sein auslaufender Vertrag bei West Bromwich nicht verlängert. Einige Tage später unterzeichnete er einen Vertrag beim französischen Erstligisten FCO Dijon.

### Nationalmannschaft
Méïté war im Kader der Elfenbeinküste für den Africa Cup 2006 und Africa Cup 2008. Während er 2006 in nur zwei von sechs Partien auflief, absolviert Méïté 2008 vier der sechs Spiele. 2006 erreichte man das Finale, musste sich aber Ägypten geschlagen geben, 2008 wurde das Spiel um Platz drei verloren.
Außerdem nahm er mit der Mannschaft an der Fußball-Weltmeisterschaft 2006 in Deutschland teil. Dort absolvierte Méïté zwei der möglichen drei Vorrundenpartien. Anschließend schied das Team aus.